# Света Богородица (Трановалто)
„Света Богородица“ (на гръцки: Παναγίας) е възрожденска православна църква в кожанското село Трановалто, Егейска Македония, Гърция, част от Сервийската и Кожанска епархия.
Църквата е изградена в 1788 година, на 100 m югозападно от църквата „Света Параскева“. В нея са запазени забележителни стенописи. Пред храма са разпръснати антични мраморни архитектурни елементи, а част са вградени в северната стена. Това може би е свидетелство за съществуването на по-стар храм на това място.